# Recréer la Grèce
Recréer la Grèce (en grec Δημιουργία, Ξανά!, Dimiourgía, Xaná!, prononcer [ðimiurˈɣiɐ ksɐˈnɐ], littéralement « Création, encore ! », en abrégé ΔΞ et DX) est un parti politique grec d'orientation libérale, pro-européenne et réformiste.

## Histoire
Fondé en décembre 2011,, il est dirigé par Thanos Tzimeros (el), et s'identifie lui-même comme un mouvement politique centré sur les citoyens en mettant l'accent sur la reconstruction de l'État grec,.
Les premières élections auxquelles le parti participa furent les législatives de mai 2012, lors desquelles il remporta 135 934 voix (2,15 % des suffrages avec plus de 3,5 % à Athènes). Ce score fut décrit comme étant une surprise par la presse locale étant donné la fondation alors toute récente du parti,.
Entre le 22 mai et le 18 juin 2012, il fait partie de la coalition de partis homonyme (el).
Lors des nouvelles élections de juin 2012, Recréer la Grèce, désireux d'éviter que le vote libéral ne soit divisé, forma une alliance électorale avec Drassi, le parti de Stefanos Manos (el), en obtenant 1,8 % des suffrages, et Alliance libérale (en) de Grigoris Vallianatos[réf. nécessaire]. Étant donné les résultats de mai 2012, l'alliance aurait un score de 3,94 %, ce qui serait plus que les 3 % minimum nécessaires pour entrer au parlement grec. Recréer la Grèce approcha également l'Alliance démocrate mais ce parti choisit de participer sur la liste de Nouvelle Démocratie. Aux élections du 17 juin, l'alliance ne reçut que 98 061 voix, soit 1,59 % des suffrages, un score plus faible que ce que chacun de ses membres avait obtenu aux élections du mois précédent.
Lors des élections européennes de 2014 le parti forme une nouvelle coalition avec Drassi qui prend le nom de Ponts (el) et avec 51 542 et 0,91 % des voix n'obtient aucun député.
La formation est absente de l'élections législatives grecques de janvier 2015. 
De retour lors des élections législatives grecques de septembre 2015 le parti arrive 13e et n'obtient pas de députés avec son score de 28 936 voix (0,53 %).
Lors des élections législatives de 2019, il a légèrement amélioré ses résultats, obtenant 0,74% des voix.
Depuis février 2021, Recréer la Grèce a annoncé un accord avec Nea Dexia et son leader Failos Kranidiotis pour participer conjointement aux prochaines élections législatives grecques.

## Sources et références
- (en) Cet article est partiellement ou en totalité issu de l’article de Wikipédia en anglais intitulé « Recreate Greece » (voir la liste des auteurs).

- (el) Cet article est partiellement ou en totalité issu de l’article de Wikipédia en grec moderne intitulé « δημιουργία, ξανά! » (voir la liste des auteurs).

1. ↑  (el) Site officiel.
2. ↑  Dimiourgia Xana - Idrytiki Diakyriksi « Copie archivée » (version du 1er mai 2012 sur Internet Archive)
3. ↑  Real Politics - Archives
4. ↑  Thanos Tzimeros - CV
5. ↑  Capital.gr - Δημιουργία Ξανά...
6. ↑  TVXS - Dimiourgia Xana
7. ↑  Bayerisches Fernsehen « Copie archivée » (version du 4 juin 2012 sur Internet Archive)
8. ↑  BBC news
9. ↑  (el) Ημερησία online
10. ↑  (el) « Έθνος »(Archive.org • Wikiwix • Archive.is • Google • Que faire ?)
11. ↑  « Parties forge alliances ahead of June vote », I Kathimeriní,‎ 21 mai 2012 (lire en ligne, consulté le 25 mai 2012)
12. ↑  (el) « Αποτελέσματα Εκλογών » [archive du 15 juin 2012], sur newsbeast.gr (consulté le 12 juin 2012)
13. ↑  « Leader of liberal Drasi sees ND and PASOK disappearing », I Kathimeriní,‎ 10 mai 2012 (lire en ligne, consulté le 25 mai 2012)
14. ↑  « Bakoyannis returns to ND fold », I Kathimeriní,‎ 21 mai 2012 (lire en ligne, consulté le 25 mai 2012)